# (36253) 1999 XT11
1999 أكس تي 11 (ويعرف أيضًا باسم (36253) 1999 أكس تي 11 وفق تسمية الكوكب الصغير) (بالإنجليزية: 1999 XT11)‏ هو كويكب ضمن حزام الكويكبات؛ وترتيبه 36253 من حيث الاكتشاف.
اكتُشف هذا الجُرم الفلكي بواسطة ماسح السماء كاتالينا في 6 ديسمبر 1999.

## وصلات خارجية
- (36253) 1999 XT11 في قاعدة بيانات مختبر الدفع النفاث لأجرام النظام الشمسي الصغيرة

- الاكتشاف · مخطط المدار ·  العناصر المدارية · المعلمات المادية

- (36253) 1999 XT11 على موقع ويكي سكاي: DSS2, SDSS, GALEX, IRAS, Hydrogen α, X-Ray, Astrophoto, Sky Map, Articles and images